# Podsljeme
Podsljeme – dzielnica Zagrzebia, stolicy Chorwacji. Liczy 17 744 mieszkańców (rok 2001) i obejmuje najbardziej wysuniętą na północ część miasta; północna granica dzielnicy biegnie wzdłuż grzbietu pasma górskiego Medvednica.
Podsljeme graniczy z następującymi dzielnicami: od wschodu – Gornja Dubrava, od południa – Maksimir i Gornji Grad – Medveščak, od zachodu – Črnomerec.